# Pachythone robusta
Pachythone robusta is een vlindersoort uit de familie van de prachtvlinders (Riodinidae), onderfamilie Riodininae.
Pachythone robusta werd in 1932 beschreven door Lathy.